# Ancaudellia serratissima
Ancaudellia serratissima är en kackerlacksart som först beskrevs av Brunner von Wattenwyl 1865.  Ancaudellia serratissima ingår i släktet Ancaudellia och familjen jättekackerlackor.
Artens utbredningsområde är Vietnam.

## Underarter
Arten delas in i följande underarter:
- A. s. serratissima
- A. s. dissulcata